# Tullycraft
I Tullycraft sono un gruppo musicale statunitense indie pop, formatosi a Seattle nel 1995.
Sono considerati tra i precursori del movimento twee pop statunitense. Sono noti per la loro etica DIY, pubblicando i loro album soltanto con etichette indipendenti.

## Membri
- Jeff Fell - batteria
- Sean Tollefson - voce solista e basso
- Chris Munford - chitarra e voce
- Corianton Hale - chitarra e voce
- Jenny Mears - voce e tamburello

## Discografia

### Album in studio
- 1996 – Old Traditions, New Standards
- 1998 – City of Subarus
- 2002 – Beat Surf Fun
- 2005 – Disenchanted Hearts Unite
- 2007 – Every Scene Needs a Center

### Raccolte
- 1999 – The Singles